# Івченко Віталій Юрійович
Віта́лій Ю́рійович І́вченко — полковник, Служба безпеки України, учасник російсько-української війни.

## Нагороди
20 червня 2014 року — за особисту мужність і героїзм, виявлені у захисті державного суверенітету та територіальної цілісності України, вірність військовій присязі під час російсько-української війни, відзначений — нагороджений орденом Данила Галицького.